# Liste der Baudenkmale in Uehrde
In der Liste der Baudenkmale in Uehrde sind alle Baudenkmale der niedersächsischen Gemeinde Uehrde und der Ortsteile Barnstorf, Warle und Watzum aufgelistet. Die Quelle der Baudenkmale ist der Denkmalatlas Niedersachsen. Der Stand der Liste ist der 21. November 2020.

## Allgemein
In den Spalten befinden sich folgende Informationen:
- Lage: die Adresse des Baudenkmales und die geographischen Koordinaten. Kartenansicht, um Koordinaten zu setzen. In der Kartenansicht sind Baudenkmale ohne Koordinaten mit einem roten Marker dargestellt und können in der Karte gesetzt werden. Baudenkmale ohne Bild sind mit einem blauen Marker gekennzeichnet, Baudenkmale mit Bild mit einem grünen Marker.
- Bezeichnung: Bezeichnung des Baudenkmales
- Beschreibung: die Beschreibung des Baudenkmales. Unter § 3 Abs. 2 NDSchG werden Einzeldenkmale und unter § 3 Abs. 3 NDSchG Gruppen baulicher Anlagen und deren Bestandteile ausgewiesen.
- ID: die Objekt-ID des Baudenkmales
- Bild: ein Bild des Baudenkmales, ggf. zusätzlich mit einem Link zu weiteren Fotos des Baudenkmals im Medienarchiv Wikimedia Commons. Wenn man auf das Kamerasymbol klickt, können Fotos zu Baudenkmalen aus dieser Liste hochgeladen werden:

## Uehrde

### Gruppe: Hofanlage Semmenstedter Straße 3
Die Gruppe „Hofanlage Semmenstedter Straße 3“ aus dem 18. Jahrhundert hat die ID 33968158.

| Lage                                               | Bezeichnung              | Beschreibung | ID       | Bild |
| -------------------------------------------------- | ------------------------ | --- | -------- | ---- |
| Semmenstedter Straße 3 52° 5′ 58″ N, 10° 45′ 51″ O | Wohn-/Wirtschaftsgebäude | Im ausgehenden 18. Jahrhundert errichtetes zweigeschossiges Fachwerkgebäude mit rotgeschlämmter Fassade unter einem Satteldach.                                                              | 34105905 | BW   |
| Semmenstedter Straße 3 52° 5′ 57″ N, 10° 45′ 51″ O | Scheune                  | Die 1723 laut Inschrift im Grundriss hakenförmige eingeschossige Fachwerkscheune wurde auf einem Bruchsteinsockel und unter einem Satteldach errichtet und bildet die Zufahrt zur Hofanlage. | 34105929 | BW   |

### Gruppe: Kirchhof Uehrde
Die Gruppe „Kirchhof Uehrde“ hat die ID 33968242.

| Lage                                   | Bezeichnung | Beschreibung | ID       | Bild |
| -------------------------------------- | ----------- | --- | -------- | ---- |
| Kirchstraße 52° 6′ 5″ N, 10° 45′ 54″ O | Kirche      | Um 1785 im Wesentlichen erneuerte Saalkirche („Zionskirche“), die im Kern aus der Gotik stammt, aus Bruchsteinmauerwerk unter einem Satteldach mit einem 1824 erhöhten Westturm unter einem Walmdach. Die Kirche wurde 1895 und 1955 instand gesetzt. Im Inneren befindet sich ein Kanzelaltar. | 34105835 | BW   |
| Kirchstraße 52° 6′ 4″ N, 10° 45′ 53″ O | Kirchhof    | Erhöht angelegter Kirchhof mit Lindenallee | 34105859 | BW   |

## Barnstorf (Uehrde)

### Gruppe: Arbeiterhaus Harbkeweg 2/3
Die Gruppe „Arbeiterhaus Harbkeweg 2/3“ ist eine dreiseitige Anlage aus der Zeit um 1900, die ursprünglich für die Domänenarbeiter angelegt wurde, und hat die ID 33968174.

| Lage                                      | Bezeichnung  | Beschreibung | ID       | Bild |
| ----------------------------------------- | ------------ | --- | -------- | ---- |
| Harbkeweg 2/3 52° 5′ 47″ N, 10° 48′ 23″ O | Doppelhaus   | Um 1900 errichtetes eingeschossiges traufständiges Ziegelgebäude auf einem Natursteinsockel unter einem Halbwalmdach. | 34105690 | BW   |
| Harbkeweg 2 52° 5′ 47″ N, 10° 48′ 24″ O   | Nebengebäude | Um 1900 errichtetes eingeschossiges Ziegelgebäude unter einem Schopfwalmdach.                                         | 34105738 | BW   |
| Harbkeweg 3 52° 5′ 47″ N, 10° 48′ 22″ O   | Nebengebäude | Um 1900 errichtetes eingeschossiges Ziegelgebäude unter einem Schopfwalmdach.                                         | 34105714 | BW   |

### Gruppe: Hofanlage Bistorfer Straße 2/2a
Die Gruppe „Hofanlage Bistorfer Straße 2/2a“ aus dem 18. Jahrhundert hat die ID 33968190.

| Lage                                            | Bezeichnung        | Beschreibung | ID       | Bild |
| ----------------------------------------------- | ------------------ | --- | -------- | ---- |
| Bistorfer Straße 2 52° 5′ 51″ N, 10° 48′ 27″ O  | Doppelhaus         | Um 1800 errichtetes eingeschossiges Wohnhaus, das massiv aus Rogenstein aufgebaut wurde, unter einem Halbwalmdach mit Mittelrisalit mit Zwerchhaus unter einem Satteldach.                                                                               | 34105519 |      |
| Bistorfer Straße 2 52° 5′ 51″ N, 10° 48′ 28″ O  | Scheune            | Im 18. Jahrhundert mit Spoliensteinen aus dem Jahr 1610 errichtete langgestreckte Bruchsteinscheune unter einem Schopfwalmdach | 34105548 | BW   |
| Bistorfer Straße 2a 52° 5′ 50″ N, 10° 48′ 28″ O | Wirtschaftsgebäude | Im 18. Jahrhundert errichteter Kuhstall und um 1900 mit Fachwerk aufgestockte Massivscheune im Bruchsteinmauerwerk unter einem Halbwalmdach. | 34105572 | BW   |
| Bistorfer Straße 2a 52° 5′ 50″ N, 10° 48′ 30″ O | Wirtschaftsgebäude | Um 1800 als östlicher Abschluss der vierseitigen Hofanlage und Fachwerkgebäude errichteter zweigeschossiger Pferdestall mit Bruchstein im Erdgeschoss und Fachwerk im Obergeschoss. 2007 mit Genehmigung abgerissen und aus der Denkmalliste gestrichen. | 34105494 | BW   |

### Einzelbaudenkmale
| Lage                                           | Bezeichnung    | Beschreibung | ID       | Bild |
| ---------------------------------------------- | -------------- | --- | -------- | ---- |
| Bistorfer Straße 1 52° 5′ 52″ N, 10° 48′ 27″ O | Wohnhaus       | Das Ende des 18. Jahrhunderts errichtete zweigeschossige Fachwerkgebäude auf einem Bruchstein- und Quadersockel unter einem Halbwalmdach steht traufständig zur Straße.                                                                                        | 34315469 |      |
| Bistorfer Straße 3 52° 5′ 49″ N, 10° 48′ 28″ O | Kirche         | Ursprünglich 1511 errichtete Saalkirche aus verputztem Bruchsteinmauerwerk unter einem Walmdach mit einem Westturm von 1872 unter einem achteckigen Zeltdach.                                                                                                  | 34315597 |      |
| Bistorfer Straße 3 52° 5′ 49″ N, 10° 48′ 27″ O | Kriegerdenkmal | 1920 errichtetes Mahnmal mit zwei Metalltafeln, die durch eine Säulen- und Bogengestaltung eingerahmt werden. | 34315621 |      |
| Soltaustraße 1 52° 5′ 54″ N, 10° 48′ 26″ O     | Wohnhaus       | Das zweigeschossige Fachwerkgebäude mit massivem Erdgeschoss aus teilweise verputztem Bruchsteinmauerwerk unter einem Halbwalmdach wurde in der ersten Hälfte des 17. Jahrhunderts errichtet und steht traufständig zur Straße.                                | 34315762 | BW   |
| Soltaustraße 14 52° 5′ 51″ N, 10° 48′ 33″ O    | Wohnhaus       | Das zweigeschossige gelbe Ziegelgebäude auf einem Werksteinsockel und unter einem Satteldach wurde 1880 als Teil einer ursprünglich vierseitigen Hofanlage im Stil des Historismus traufständig mit einem Mittelrisaliten und Zwerchhaus zur Straße errichtet. | 34315787 | BW   |
| Soltaustraße 15 52° 5′ 51″ N, 10° 48′ 31″ O    | Wohnhaus       | Das zweigeschossige rötlich-gelbe Ziegelgebäude auf einem Werksteinsockel und unter einem Walmdach wurde 1890 mit zwei Gauben im Giebel und Wintergarten zur Straße errichtet. Sog. „Rübenburg“.                                                               | 34315810 |      |

### Ehemaliges Denkmal
| Lage                                           | Bezeichnung | Beschreibung | ID       | Bild |
| ---------------------------------------------- | ----------- | --- | -------- | ---- |
| Bistorfer Straße 7 52° 5′ 47″ N, 10° 48′ 27″ O | Wohnhaus    | Um 1900 errichtetes zweigeschossiges Massivhaus, dessen Erdgeschoss mit Scheinquaderung verputzt wurde. 1993 aus dem Denkmalverzeichnis gestrichen. | 34105667 | BW   |

## Warle

### Gruppe: Kirchhof Warle
Die Gruppe „Kirchhof Warle“ ist eine spätgotische Kirchanlage und hat die ID 33968259.

| Lage                                     | Bezeichnung | Beschreibung | ID       | Bild |
| ---------------------------------------- | ----------- | --- | -------- | ---- |
| Lindenstraße 52° 6′ 57″ N, 10° 48′ 39″ O | Kirche      | Vermutlich 1464 errichtete rechteckige Saalkirche St. Valentinus aus Bruchsteinmauerwerk unter einem Satteldach mit einem Dachreiter sowie Westturm unter einem Satteldach. 1876 bis 1877 wurde die Kirche erneuert. | 34106003 | BW   |
| Lindenstraße 52° 6′ 57″ N, 10° 48′ 40″ O | Kirchhof    | Neben der alleenartigen Zuwegung finden sich ein Kriegerdenkmal und zwei Grabdenkmäler auf dem Kirchhof | 34106027 | BW   |

### Einzelbaudenkmale
| Lage                                     | Bezeichnung              | Beschreibung | ID       | Bild |
| ---------------------------------------- | ------------------------ | --- | -------- | ---- |
| Dorfstraße 6 52° 6′ 54″ N, 10° 48′ 45″ O | Wohnhaus                 | Das um 1890 errichtete zweieinhalbgeschossige Ziegelgebäude mit neoklassizistischer Fassade auf einem Werksteinsockel unter einem Walmdach und einem Mittelrisaliten steht traufständig zur Straße und verfügt über einen Wintergarten mit Pultdach. Es ist das Hauptgebäude einer vierseitigen Hofanlage. | 34105953 | BW   |
| Im Winkel 3 52° 6′ 58″ N, 10° 48′ 46″ O  | Wohn-/Wirtschaftsgebäude | 1855 errichtetes zweigeschossiges Fachwerkgebäude auf einem Natursteinsockel unter einem Halbwalmdach- | 34105978 | BW   |
| Kuhstraße 10 52° 6′ 53″ N, 10° 48′ 38″ O | Spritzenhaus             | Die historische Feuerwehranlage mit Spritzenhaus, ein eingeschossiger Massivbau aus Bruchsteinmauerwerk unter einem Walmdach, und Schlauchtrockenturm, ein holzverkleideter Turm unter einem Satteldach, steht am westlichen Rand der Ortschaft.                                                           | 34091622 | BW   |

### Ehemaliges Baudenkmal
| Lage                                       | Bezeichnung | Beschreibung | ID       | Bild |
| ------------------------------------------ | ----------- | --- | -------- | ---- |
| Lindenstraße 8 52° 6′ 56″ N, 10° 48′ 38″ O | Hofanlage   | Die historische Anlage mit Gebäuden aus dem späten 18. Jahrhundert wurde wegen seiner Überformung nicht mehr im Denkmalverzeichnis geführt. | 52410452 | BW   |

## Watzum (Uehrde)

### Gruppe: Kirchhof Watzum
Die Gruppe „Kirchhof Watzum“ besteht aus Kirche, Kirchhof und einer Grabanlage und hat die ID 33968275.

| Lage                                  | Bezeichnung | Beschreibung | ID       | Bild |
| ------------------------------------- | ----------- | --- | -------- | ---- |
| Kirchberg 52° 6′ 56″ N, 10° 46′ 52″ O | Kirche      | Die Saalkirche aus Bruchsteinmauerwerk auf einem Werksteinsockel und unter einem Satteldach stammt weitgehend aus dem 15. Jahrhundert. Der Turm unter einem Walmdach wird mittlerweile auf das Ende des 12. Jahrhunderts datiert. Die Ausstattung wurde 1900/1901 erneuert und das Gebäude um eine Sakristei erweitert. Im Untergeschoss des Turms befindet sich eine Grablege aus dem Barock. Die Kirche wurde von 1979 bis 1982 restauriert. | 34106146 |      |
| Kirchberg 52° 6′ 56″ N, 10° 46′ 51″ O | Kirchhof    | Das sich über den Ort erhebende Kirchgelände ist mit einer Bruchsteinmauer eingefasst und wird noch als Friedhof genutzt. | 34106170 | BW   |
| Kirchberg 52° 6′ 56″ N, 10° 46′ 52″ O | Grabanlage  | Das sog. Erbbegräbnis Schulze ist ein eingeschossiger massiver Anbau von 1814 an die westliche Wand des Kirchturmsmit Naturschieferverkleidung und mit einem Mittelrisaliten unter einem Walmdach. | 34106192 | BW   |

### Gruppe: Hofanlage Alter Weg 1
Die Gruppe „Hofanlage Alter Weg 1“ wurde Anfang des 19. Jahrhunderts errichtet, gehörte zum Barnstorfschen Hof und hat die ID 51970551.

| Lage                                   | Bezeichnung           | Beschreibung | ID       | Bild |
| -------------------------------------- | --------------------- | --- | -------- | ---- |
| Alter Weg 1 52° 6′ 53″ N, 10° 47′ 0″ O | Wohnhaus              | Um 1800 errichtetes zweigeschossiges Fachwerkgebäude auf einem Natursteinsockel unter einem Halbwalmdach und Mittelrisaliten zu beiden Traufseiten und im Osten mit einem Wintergarten auf Ziegelsockel unter einem Walmdach. | 34106049 | BW   |
| Alter Weg 1 52° 6′ 53″ N, 10° 47′ 0″ O | Hoftor und Torpfeiler | nach Inschrift auf dem Torpfosten 1807 errichtete Einfahrt mit Bruchsteinmauer und Werksteinpfeilern mit toskanischen Kapitellen sowie Vasenaufsätzen.                                                                        | 51970480 | BW   |

### Gruppe: Hofanlage Warler Weg 4
Die Gruppe „Hofanlage Warler Weg 4“ wurde in Nachfolge des Möhrigschen Hofs um 1900 als dreiseitige Anlage errichtet und hat die ID 33968224.

| Lage                                     | Bezeichnung        | Beschreibung | ID       | Bild |
| ---------------------------------------- | ------------------ | --- | -------- | ---- |
| Warler Weg 4 52° 6′ 53″ N, 10° 46′ 58″ O | Wohnhaus           | 1905 als villenartiges Wohnhaus auf einem Natursteinsockel unter einem Satteldach im Stil der Neorenaissance mit Eckturm unter einem Zwiebeldach. Das Zwerchhaus steht unter einem Walmdach. | 34106232 | BW   |
| Warler Weg 4 52° 6′ 52″ N, 10° 46′ 57″ O | Wirtschaftsgebäude | 1904 errichtetes Ziegelgebäude auf einem Werksteinsockel unter einem Satteldach | 34106263 | BW   |
| Warler Weg 4 52° 6′ 52″ N, 10° 46′ 59″ O | Wirtschaftsgebäude | 1904 errichtetes zweigeschossiges Ziegelgebäude auf einem Werksteinsockel unter einem Satteldach                                                                                             | 34106290 | BW   |
| Warler Weg 4 52° 6′ 50″ N, 10° 47′ 0″ O  | Remise             | Die eingeschossige Fachwerkremise unter einem Satteldach steht traufständig zum Hof. | 34106519 | BW   |
| Warler Weg 4 52° 6′ 51″ N, 10° 47′ 0″ O  | Stall              | 1905 errichtetes eingeschossiges Fachwerkgebäude unter einem Satteldach | 34106541 | BW   |

### Gruppe: Hofanlage Warler Weg 11
Die Gruppe „Hofanlage Warler Weg 11“ ist ein dreiseitiger Hof, der möglicherweise schon ab dem 17. Jahrhundert, gesichert aber seit 1750 existiert und hat die ID 33968752.

| Lage                                      | Bezeichnung              | Beschreibung | ID       | Bild |
| ----------------------------------------- | ------------------------ | --- | -------- | ---- |
| Warler Weg 11 52° 6′ 53″ N, 10° 46′ 55″ O | Wohn-/Wirtschaftsgebäude | Vor 1750 errichtetes zweigeschossiges Gebäude mit Natursteinmauerwerk im Erdgeschoss und Fachwerk im Obergeschoss unter einem Satteldach. 1799 erweitert. 2004 bis 2007 saniert. | 34106563 | BW   |
| Warler Weg 11 52° 6′ 52″ N, 10° 46′ 55″ O | Scheune                  | Um 1805 errichtete Fachwerkscheune auf einem Bruchsteinsockel unter einem Satteldach mit einem Bretterbehang im oberen Giebel.                                                   | 34106599 | BW   |
| Warler Weg 11 52° 6′ 53″ N, 10° 46′ 54″ O | Stall                    | Vor 1800 errichtetes massives Gebäude aus Natursteinmauerwerk unter einem Satteldach.                                                                                            | 34106642 | BW   |
| Warler Weg 11 52° 6′ 52″ N, 10° 46′ 55″ O | Stall                    | Zweigeschossiges Fachwerkgebäude auf einem Sockel unter einem Satteldach | 34106667 | BW   |
| Warler Weg 11 52° 6′ 53″ N, 10° 46′ 55″ O | Pflaster                 | Aus Kalksteinen angelegte Hofpflasterung | 34106724 | BW   |

### Gruppe: Gut Watzum
Die Gruppe „Gut Watzum“ wurde vermutlich bereits im 15. Jahrhundert als Besitz der Familie Weferling angelegt. 1560 wurde daraus ein dreiseitiger Hof. Mehrere Gebäude wurden später im 18. Jahrhundert neu errichtet.  Die Gruppe hat die ID 33968207.

| Lage                                     | Bezeichnung        | Beschreibung | ID       | Bild |
| ---------------------------------------- | ------------------ | --- | -------- | ---- |
| Warler Weg 5 52° 6′ 54″ N, 10° 47′ 4″ O  | Herrenhaus         | 1704 bis 1707 errichteter Mitteltrakt unter einem Walmdach und Erweiterung der Seitenflügel unter Satteldächern. Im Mittelrisalit befindet sich der anderthalbgeschossige Festsaal mit Rokoko-Stuck. | 34106317 |      |
| Warler Weg 5 52° 6′ 55″ N, 10° 47′ 1″ O  | Scheune            | 1795 errichtete zweigeschossige massive Scheune aus Bruchsteinmauerwerk unter einem Halbwalmdach | 34106352 | BW   |
| Warler Weg 5 52° 6′ 54″ N, 10° 47′ 0″ O  | Wirtschaftsgebäude | In der zweiten Hälfte des 19. Jahrhunderts errichtetes eingeschossiges Wirtschaftsgebäude aus verputztem Ziegelmauerwerk unter einem Schopfwalmdach.                                                 | 34106383 | BW   |
| Warler Weg 5 52° 6′ 55″ N, 10° 47′ 6″ O  | Park               | Östlich der Hofanlage gelegene Parkanlage mit sehr altem und besonderem Baumbestand (zwischen 250 und 300 Jahren).                                                                                   | 34106440 | BW   |
| Warler Weg 5 52° 6′ 57″ N, 10° 47′ 7″ O  | Grotte             | Am nördlichen Rand des Gutsparks um 1900 angelegte Grotte aus Bruchsteinmauerwerk mit darauf stehendem hölzernen Gartenhaus.                                                                         | 34106465 | BW   |
| Warler Weg 5 52° 6′ 55″ N, 10° 46′ 59″ O | Einfriedung        | Mitte des 19. Jahrhunderts angelegte niedrige Mauer mit neun Pfeiler und mit der Hofeinfahrt. | 34106414 | BW   |

### Einzelbaudenkmale
| Lage                                       | Bezeichnung | Beschreibung | ID       | Bild |
| ------------------------------------------ | ----------- | --- | -------- | ---- |
| Hauptstraße 7 52° 6′ 52″ N, 10° 46′ 44″ O  | Wohnhaus    | Um 1800 errichtetes zweigeschossiges Fachwerkgebäude, das den südlichen Teil der dreiseitigen Hofanlage bildet, unter einem Walmdach.                      | 34106073 | BW   |
| Hauptstraße 35 52° 6′ 54″ N, 10° 46′ 48″ O | Wohnhaus    | Um 1800 als Pfarrhaus errichtetes zweigeschossiges Fachwerkgebäude auf einem Natursteinsockel unter einem Walmdach.                                        | 34106097 | BW   |
| Hauptstraße 36 52° 6′ 55″ N, 10° 46′ 46″ O | Wohnhaus    | 1887 errichtetes zweigeschossiges gelbes Ziegelgebäude auf einem Sockel unter einem Walmdach als Teil des sog. Epperschen Hofs im Stil der Neorenaissance. | 34106121 | BW   |
| Warler Weg 6 52° 6′ 56″ N, 10° 46′ 58″ O   | Wohnhaus    | Um 1800 errichtetes zweigeschossiges Fachwerkgebäude auf einem Backsteinsockel unter einem Walmdach.                                                       | 34106494 | BW   |